# Pabstiella aryter
Pabstiella aryter är en orkidéart som först beskrevs av Carlyle August Luer, och fick sitt nu gällande namn av Fábio de Barros. Pabstiella aryter ingår i släktet Pabstiella och familjen orkidéer. Inga underarter finns listade i Catalogue of Life.